# Yellow (Coldplay)
Yellow è un singolo del gruppo musicale britannico Coldplay, pubblicato il 26 giugno 2000 come secondo estratto dal primo album in studio Parachutes.
Nel 2001 il brano ha vinto un NME Awards come miglior singolo dell'anno.

## Descrizione
Yellow può essere interpretata in vari modi: quella più comune vede il frontman Chris Martin cantare le grazie della donna amata attraverso paragoni con le stelle; un'altra interpretazione è relativa al fatto che il brano venga dedicato a una ragazza che soffre di anoressia e di conseguenza Yellow diventa il colore della pelle della ragazza malata e la canzone globalmente diventa una spinta a combattere la malattia.
Durante il programma MTV Storytellers, Martin ha dichiarato che il titolo del brano gli è venuto in mente guardando le Pagine gialle. Nello stesso programma ha dichiarato inoltre che la prima versione del brano era fortemente ispirata dalla musica di Neil Young.

## Video musicale
Il video, diretto da James e Alex di The Artists Company, è stato filmato alla Studland Bay, vicino a Swanage. La sceneggiatura iniziale del video prevedeva che tutti i componenti del gruppo girassero la scena sulla spiaggia, ma in quello stesso giorno tutti i componenti, ad esclusione di Chris Martin, si recarono al funerale della madre del batterista Will Champion.
La struttura del video è molto semplice e minimalista e mostra infatti Martin camminare e correre sulla spiaggia mentre canta il brano. Egli indossa un K-Way bagnato, dal quale si deduce che ha appena piovuto. Il video è formato da una sola scena in presa diretta senza tagli ed è stato girato a 50 frame per secondo, il doppio della velocità normale. Al momento di girare, quindi, Martin dovette cantare il brano a velocità doppia (stratagemma usato anche in parte del video di Fix You) in modo che rallentando il video il parlato si sincronizzasse alla musica.
Per effettuare il caratteristico e molto suggestivo effetto di passaggio dalla notte (all'inizio del video) all'alba (alla fine) durante il processo di telecinema, un operatore ha aggiustato manualmente la quantità di colore in favore del blu all'inizio, rosso a metà, e giallo alla fine del video.

## Cover
Yellow, insieme a Clocks, è uno dei brani dei Coldplay che è stato più volte oggetto di cover. In particolare ricordiamo:
- Il trio bluegrass Nickel Creek ha suonato Yellow a metà di The Lighthouse's Tale durante un loro concerto.
- I Richard Cheese and the Lounge Against the Machine ha incluso una propria versione nell'album del 2004 I'd Like a Virgin.
- La canzone è stata rifatta da Petra Haden e Bill Frisell, apparsi nell'episodio 308 di The O.C..
- Una reinterpretazione è stata eseguita dalla cantante di Singapore Tanya Chua.
- Una versione in cinese è stata incisa nel 2001 dal cantante rock Zheng Jun.
- Recentemente ne è stata eseguita una reinterpretazione a Rock Star: Supernova, da parte di Matt Hoffer.
- Nel 2006 Tre Lux ha incluso una propria reinterpretazione del brano nell'album A Strange Gathering.
- La vincitrice del talent show Fame Academy Alex Parks ha incluso una reinterpretazione di Yellow nel suo album di debutto.
- I G4 hanno incluso una reinterpretazione di Yellow nel loro ultimo album G4 & Friends.
- Nel 2009 la cantautrice britannica Jem Registra una reinterpretazione della canzone per la compilation Sweethearts.
- Nel 2011 ne ha fatto una cover anche il gruppo italiano dei Virus.

## Tracce
Testi e musiche di Guy Berryman, Jonny Buckland, Will Champion e Chris Martin.
CD promozionale (Brasile)
1. Yellow (Album Version) – 4:30
2. Yellow (Acoustic Version From Jo Whiley's Lunchtime Special) – 4:30

CD promozionale (Regno Unito)
1. Yellow – 4:30

CD promozionale (Stati Uniti)
1. Yellow (Album Version) – 4:29
2. Call Out Research Hook – 0:11

CD singolo (Australia, Europa, Regno Unito), download digitale
1. Yellow – 4:30
2. Help Is Round the Corner – 2:36
3. No More Keeping My Feet on the Ground (Taken from the 'Safety E.P' (April 1998)) – 4:31

CD singolo (Francia), 7" (Regno Unito)
1. Yellow – 4:30
2. Help Is Round the Corner – 2:36

## Formazione
- Chris Martin – voce, chitarra acustica
- Jonny Buckland – chitarra elettrica
- Guy Berryman – basso
- Will Champion – batteria

## Classifiche

### Classifiche settimanali
| Classifica (2000-24) | Posizione massima |
| -------------------- | ----------------- |
| Argentina            | 33                |
| Australia            | 5                 |
| Austria              | 46                |
| Costa Rica           | 12                |
| Emirati Arabi Uniti  | 6                 |
| Filippine            | 10                |
| Finlandia            | 23                |
| Francia              | 96                |
| Grecia               | 32                |
| Hong Kong            | 9                 |
| India                | 2                 |
| Indonesia            | 7                 |
| Irlanda              | 9                 |
| Israele              | 100               |
| Italia               | 82                |
| Malaysia             | 1                 |
| Norvegia             | 36                |
| Nuova Zelanda        | 23                |
| Paesi Bassi          | 38                |
| Panama               | 115               |
| Paraguay             | 82                |
| Perù                 | 83                |
| Portogallo           | 6                 |
| Regno Unito          | 4                 |
| Singapore            | 1                 |
| Spagna               | 59                |
| Stati Uniti          | 48                |
| Svezia               | 21                |
| Svizzera             | 16                |
| Taiwan               | 10                |

### Classifiche di fine anno
| Classifica (2022) | Posizione |
| ----------------- | --------- |
| Paraguay          | 179       |
| Regno Unito       | 88        |
| Classifica (2023) | Posizione |
| Brasile           | 186       |
| Portogallo        | 74        |
| Regno Unito       | 81        |
| Classifica (2024) | Posizione |
| Australia         | 78        |
| Filippine         | 51        |
| Portogallo        | 127       |
| Regno Unito       | 67        |